# 米納卜
米納卜是伊朗的城市，位於該國南部，由霍爾木茲甘省負責管轄，距離首府阿巴斯港120公里，海拔高度41米，2006年人口76,776，居民主要信奉遜尼派。